# Lady Wood Tour
El Lady Wood Tour es la segunda gira de la cantante sueca Tove Lo en apoyo de su segundo álbum de estudio, Lady Wood (2016). La gira se programó para comenzar el 6 de febrero de 2017, en Seattle y concluir el 13 de julio de 2017 en Tønsberg en el festival de música Slottsfjell.

## Antecedentes
Once fechas de la gira en Norteamérica y diez fechas de la gira en Europa (21 fechas en total), fueron anunciadas oficialmente el 23 de octubre de 2016, 5 días antes del lanzamiento de Lady Wood. Las entradas salieron a la venta el 28 de octubre de 2016. En todas las actuaciones norteamericanas la cantante estadounidense Phoebe Ryan se encargó de la actuación de apertura, mientras que en Europa se encargó el dúo neozelandés Broods. Más fechas para varios festivales de música en Europa y Sudamérica se anunciaron en distintos momentos.

## Lista de canciones
1. «True Disaster»
2. «Lady Wood»
3. «Influence»
4. «Moments»
5. «The Way That I Am»
6. «Not on Drugs»
7. «Thousand Miles»
8. «Vibes»
9. «Got Love»
10. «Talking Body»
11. «Imaginary Friend»
12. «Keep It Simple»
13. «WTF Love Is»
14. «Flashes»
15. «Cool Girl»
16. «What I Want for the Night (Bitches)»
17. «Habits (Stay High)»

## Fechas
| Día                   | Ciudad           | País                   | Lugar                      | Acto de apertura |      |      |
| Asia                  | Asia             | Asia                   | Asia                       | Asia             | Asia | Asia |
| --------------------- | ---------------- | ---------------------- | -------------------------- | ---------------- | ---- | ---- |
| 3 de febrero de 2017  | Dubái            | Emiratos Árabes Unidos | Virgin Radio Red Fest DBX  | Festival         |      |      |
| Norteamérica          |                  |                        |                            |                  |      |      |
| 6 de febrero de 2017  | Seattle          | Estados Unidos         | The Showbox                | Phoebe Ryan      |      |      |
| 7 de febrero de 2017  | Portland         | Estados Unidos         | Roseland Theater           | Phoebe Ryan      |      |      |
| 8 de febrero de 2017  | Oakland          | Estados Unidos         | Fox Oakland Theatre        | Phoebe Ryan      |      |      |
| 10 de febrero de 2017 | Los Ángeles      | Estados Unidos         | The Novo                   | Phoebe Ryan      |      |      |
| 15 de febrero de 2017 | Minneapolis      | Estados Unidos         | First Avenue               | Phoebe Ryan      |      |      |
| 16 de febrero de 2017 | Chicago          | Estados Unidos         | House of Blues             | Phoebe Ryan      |      |      |
| 17 de febrero de 2017 | Toronto          | Canadá                 | Massey Hall                | Phoebe Ryan      |      |      |
| 19 de febrero de 2017 | Boston           | Estados Unidos         | House of Blues             | Phoebe Ryan      |      |      |
| 20 de febrero de 2017 | Filadelfia       | Estados Unidos         | Electric Factory           | Phoebe Ryan      |      |      |
| 22 de febrero de 2017 | New York         | Estados Unidos         | Hammerstein Ballroom       | Phoebe Ryan      |      |      |
| 24 de febrero de 2017 | Washington D. C. | Estados Unidos         | 9:30 Club                  | Phoebe Ryan      |      |      |
| Europa                |                  |                        |                            |                  |      |      |
| 2 de marzo de 2017    | Estocolmo        | Suecia                 | Münchenbryggeriet          | Broods           |      |      |
| 3 de marzo de 2017    | Gotemburgo       | Suecia                 | Pustervik                  | Broods           |      |      |
| 4 de marzo de 2017    | Copenhague       | Dinamarca              | Vega                       | Broods           |      |      |
| 6 de marzo de 2017    | Berlín           | Alemania               | Astra Kulturhaus           | Broods           |      |      |
| 8 de marzo de 2017    | Ámsterdam        | Países Bajos           | Melkweg                    | Broods           |      |      |
| 10 de marzo de 2017   | Colonia          | Alemania               | Live Music Hall            | Broods           |      |      |
| 12 de marzo de 2017   | Amberes          | Bélgica                | Muziekcentrum TRIX         | Broods           |      |      |
| 13 de marzo de 2017   | París            | Francia                | La Cigale                  | Broods           |      |      |
| 15 de marzo de 2017   | Mánchester       | Reino Unido            | The Ritz                   | Broods           |      |      |
| 17 de marzo de 2017   | Londres          | Reino Unido            | Shepherd's Bush Empire     | Broods           |      |      |
| Sudamérica            |                  |                        |                            |                  |      |      |
| 24 de marzo de 2017   | São Paulo        | Brasil                 | Audio Club                 | —                |      |      |
| 25 de marzo de 2017   | São Paulo        | Brasil                 | Autódromo José Carlos Pace | Festival         |      |      |
| 28 de marzo de 2017   | Buenos Aires     | Argentina              | Teatro Vorterix            | —                |      |      |
| 31 de marzo de 2017   | Buenos Aires     | Argentina              | Hipódromo de San Isidro    | Festival         |      |      |
| 1 de abril de 2017    | Santiago         | Chile                  | Parque O'Higgins           | Festival         |      |      |
| Norteamérica          |                  |                        |                            |                  |      |      |
| 5 de abril de 2017    | Ciudad de México | México                 | Pabellón Cuervo            | Mariana BO       |      |      |
| 16 de abril de 2017   | Indio            | Estados Unidos         | Empire Polo Club           | Festival         |      |      |
| 23 de abril de 2017   | Indio            | Estados Unidos         | Empire Polo Club           | Festival         |      |      |
| 2 de junio de 2017    | New York         | Estados Unidos         | Randalls and Wards Islands | Festival         |      |      |
| 8 de junio de 2017    | Manchester       | Estados Unidos         | Great Stage Park           | Festival         |      |      |
| Europa                |                  |                        |                            |                  |      |      |
| 16 de junio de 2017   | Bergen           | Noruega                | Fortaleza de Bergenhus     | Festival         |      |      |
| 22 de junio de 2017   | Odense           | Dinamarca              | Tusindårsskoven            | Festival         |      |      |
| 2 de julio de 2017    | Londres          | Reino Unido            | Hyde Park                  | Festival         |      |      |
| 7 de julio de 2017    | Turku            | Finlandia              | Ruissalo                   | Festival         |      |      |
| 13 de julio de 2017   | Tønsberg         | Noruega                | Slottsfjellet              | Festival         |      |      |
| 19 de agosto de 2017  | Biddinghuizen    | Países Bajos           | Walibi Holland             | Festival         |      |      |